# Vodonosnik
Vodonosnik je geološka plast, ki ima sposobnost zbiranja in prevajanja podzemne vode ali preprosto z vodo nasičeno območje v poroznem sedimentu ali kamnini. Veda o pretoku vode v vodonosnikih in značilnostih vodonosnikov se imenuje hidrogeologija.
V Sloveniji prevladujeta dve vrsti vodonosnikov: vodonosniki z medzrnsko poroznostjo v ravninskih delih rečnih dolin, vodonosniki s kraško in razpoklinsko poroznostjo ali kombinacija obeh. 
Vodno telo podzemne vode je podzemna voda v enem ali več sosednjih vodonosnikih. V Sloveniji je s pravilnikom določenih 21 vodnih teles podzemne vode (Pravilnik o določitvi vodnih teles podzemnih voda, Uradni list RS 63/2005).

## Globina
Vodonosniki se lahko pojavijo na različnih globinah. Za tiste, ki so bližje površini, ni le verjetnejše, da se bodo uporabljali za oskrbo z vodo in namakanje, ampak je tudi verjetnejše, da jih bo polnil lokalni dež. Veliko puščavskih območij ima apnenčaste gore, ki jih je mogoče izkoriščati kot podtalnico. Deli gorovja Atlas v severni Afriki, Libanon in Antilibanon med Sirijo in Libanonom, Džebel Ahdar v Omanu, deli Sierra Nevade in sosednja območja na jugozahodu Združenih držav imajo plitve vodonosnike, ki jih izkoriščajo za pridobivanje vode. Čezmerna uporaba lahko presega dotok v vodonosniku. V nekaterih državah se je povečala poraba vode zaradi rasti prebivalstva, kar je povzročilo znižanje podtalnice in nato onesnaženje podtalnice s slano vodo iz morja ali zaradi namakanja.
Leta 2013 so odkrili velike sladkovodne vodonosnike pod kontinentalnimi policami zunaj Avstralije, na Kitajskem, v Severni Ameriki in Južni Afriki. Po ocenah vsebujejo pol milijona kubičnih kilometrov vode z "nizko vsebnostjo soli", ki bi jo lahko gospodarsko predelali v pitno vodo. Rezerva je nastala, ko so bili nivoji oceanov nižji in je deževnica pronicala v zemljo na delih, ki niso bili pogreznjeni po ledeni dobi, končani pred 20.000 leti. Ocenjeno je, da je prostornina  100-kratna količina vode, pridobljene iz drugih vodonosnikov od leta 1900. 

## Lastnosti
Pri vodonosnikih ločimo te lastnosti:
- poroznost, ko je voda v porah med zrni sedimenta ali v razpokah in rovih v kamninah;
- prepustnost, ki omogoča pretakanje vode. Pore ali razpoke morajo biti dovolj velike, da se voda lahko pretaka, razpoke pa povezane med seboj. Glinasti sedimenti so sicer zelo porozni, a so zaradi vezane vode na površino delcev slabo prepustni.

Vodonosniki so v nasičenih območjih pod površino, ki dovajajo ekonomsko upravičeno količino vode do vodnjaka ali izvira (npr. pesek in gramoz ali razpokane kamnine so pogosto dober vodonosni material).
Podzemne vode v enem ali več vodonosnikov sestavljajo vodno telo.

## Deli vodonosnika
Zgornji diagram kaže značilne smeri toka v prečnem prerezu z enostavno omejenim ali neomejenim sistemom vodonosnika. Prikazane so tudi gladina podtalnice in nenasičene cone.

### Nasičenost
Podzemno vodo je mogoče najti na skoraj vsaki točki v Zemlji plitvo pod površino, čeprav morajo vodonosniki nujno vsebovati svežo vodo. Zemljino skorjo lahko razdelimo na dve območji:
- nasičeno cono ali freatično cono, v kateri so vsi razpoložljivi prostori napolnjeni z vodo, in
- nenasičeno cono (imenovano tudi vadozna cona), če obstajajo žepi zraka, ki vsebujejo malo vode in bi se lahko napolnili z več vode.

Nasičen pomeni, da je tlak vode večji od atmosferskega tlaka (manometrski tlak> 0). Opredelitev podtalnice je površina, na kateri je tlak enak atmosferskemu tlaku. Podtalnica je v nasičenem območju, saj so vse pore zapolnjene z vodo. 
Meja med nasičenim in nenasičenim območjem je gladina podtalnice. Višina se lahko spreminja (suša, več padavin, pretirano črpanje). Nad gladino podtalnice je območje kapilarnega dviga vode – kapilarni rob. Kapilarni rob je najvišji pri glinenih sedimentih, najnižji pri prodnatih in je odvisen od velikosti najmanjših por v sedimentu ali razpok v kamnini.

### Omejenost
Vrste vodonosnikov:
- omejeni (omejeni bočno – sorazmerno majhne leče podtalnice v prepustni plasti so obdane z neprepustnimi plastmi);
- neomejeni (bočno zelo razprostranjeni) ali freatični vodonosniki, ker je njihova zgornja meja gladina podtalnice ali freatična površina;
- zaprti (zaprti navzgor, napajajo se bočno) so vodonosniki, ki so prekriti z omejevalno plastjo, ki je pogosto sestavljena iz gline. Neprepustni sloj lahko ponudi tudi nekaj zaščite pred onesnaženjem površine;
- arteški (zaprti, voda je v njih pod pritiskom in se, če zvrtamo vodnjak, brez črpanja izliva na površje).

Če razlika med omejenim in neomejenim ni jasna geološko (če ni znano, ali je jasno omejen sloj, ali če je geologija bolj zapletena), se vrednost shranjevanja vodonosnika dobi s preskusom. Zaprti vodonosniki imajo zelo nizke vrednosti shranjevanja. Neomejeni vodonosniki imajo te vrednosti večje in sproščajo razmeroma velike količine vode.

## Vodonosnik v različnih kamninah
Poznamo:
- peščenoprodni vodonosnik (peščenoprodni nanosi, navadno pleistocenske starosti),
- razpoklinski vodonosnik (razpokane kamnine),
- kraški vodonosnik (voda se na krasu pretaka v sistemih rovov in jam v podtalju, površinskega odtoka ni).

Podzemna voda je lahko v podzemnih rekah (npr. jame, v katerih voda prosto teče pod zemljo). To se lahko zgodi na apnenčastih območjih, znanih kot kras, ki je le majhen odstotek površine Zemlje. Običajnejše je, da so pore kamnin na površini preprosto nasičene z vodo – kot kuhinjska goba, ki se lahko iztisne za kmetijske, industrijske ali komunalne namene.
Če je kamnina nizke poroznosti zelo zdrobljena, je lahko tudi dober vodonosnik (prek razpoklinskega toka), če ima kamnina ustrezno hidravlično prevodnost za lažji pretok vode. Poroznost je pomembna, ampak sama ne določa sposobnosti kamnine, da deluje kot vodonosnik. Dekanska (Deccan) visoka ravan  (bazaltna lava) v zahodni osrednji Indiji je dober primer kamnine z visoko poroznostjo, vendar nizko prepustnostjo, kar daje revne vodonosnike. Podobna je mikroporozna kreda v jugovzhodni Angliji, čeprav ima razmeroma visoko poroznost, nizko zrnato prepustnost s svojimi dobrimi donosi vode, značilno predvsem zaradi mikroprelomov in fisur.

## Odvisnost človeka od podzemne vode
Večina območij na Zemlji ima neko obliko vodonosnika v podlagi, včasih na večjih globinah. V nekaterih primerih so ti vodonosniki osiromašeni zaradi pretirane človeške uporabe.
Vodonosniki sveže vode, zlasti tisti z omejenim napajanjem, kot sta dež ali sneg, znani tudi kot meteorna voda, se mogoče preveč izkoriščajo in glede na lokalno hidrogeologijo se lahko spremenijo v nepitno ali slano vodo z vdori iz hidravlično povezanih vodonosnikov ali površinskih vodnih teles. To je lahko resen problem predvsem na obalnih območjih in območjih, na katerih se vodonosnik pretirano črpa. Na nekaterih območjih se lahko podtalnica okuži z raznimi mineralnimi strupi.
Vodonosniki so ključnega pomena za človekovo bivanje in kmetijstvo. Globoki vodonosniki na sušnih območjih so že dolgo vodni viri za namakanje. Številne vasi in celo velika mesta črpajo vodo iz vodnjakov v vodonosnikih.
Komunalne, namakalne in industrijske zaloge vode so na voljo z velikimi vrtinami. Uporaba podzemne vode iz globokih, zaprtih vodonosnikov zagotavlja večjo zaščito pred onesnaženostjo površinskih voda. Nekateri vodnjaki, imenovani "zbirne vrtine", so posebej namenjeni za sprožanje infiltracije površinske (običajno rečne) vode.
Vodonosniki, ki zagotavljajo trajnostno svežo podtalnico na urbanih območjih in za namakanje v kmetijstvu, so običajno blizu površine tal (nekaj sto metrov) in se napajajo s svežo vodo. To napajanje je običajno iz rek ali padavinske vode, ki pronica v vodonosnik skozi prekrivajoči nenasičeni material.
Občasno se za namakanje in pitno vodo na urbanih območjih uporabijo sedimentni ali "fosilni" vodonosniki. V Libiji na primer uresničujejo projekt Moamerja Gadafija o veliki reki, ki jo naredi človek, za črpanje velike količine podzemne vode iz vodonosnikov pod Saharo na naseljenih območjih v bližini obale.  Čeprav to prihrani Libiji denar pri alternativnem razsoljevanju, se bodo vodonosniki verjetno osušili v 60 do 100 letih. Izčrpavanje vodonosnikov je bil leta 2011 naveden kot vzrok za rast cen hrane. 

## Pogrezanje tal
V nekonsolidiranih vodonosnikih je podzemna voda v porah med delci gramoza, peska in mulja. Če je vodonosnik omejen z nizkoprepustnimi plastmi, zmanjšan tlak vode v porah povzroča počasno odvajanje vode iz sosednjih omejujočih plasti. Če so te plasti sestavljene iz stisljivega mulja in gline, izguba vode v vodonosniku zniža hidravlični tlak v neprepustni plasti, to pa povzroči, da se stisne od teže prekrivajočega geološkega materiala. V hujših primerih lahko to stiskanje na površju deluje kot pogrezanje. Ugreznine so videti na zemljišču kot kraterji. Na žalost je v mnogih primerih pogrezanje zaradi podzemne vode trajno, saj je prožnost materiala majhna. Tako stisnjen vodonosnik ima trajno zmanjšano sposobnost za hrambo vode.

## Vdor slane vode
Vodonosniki v bližini obale imajo lečo sladke vode blizu površja in gostejšo morsko vodo pod sladko vodo. Morska voda prodre v vodonosnik iz morja, ker je gostejša od sladke vode. Za porozne (tj. peščene) vodonosnike v bližini obale je debelina sladke vode na vrhu morske vode približno 12 m za vsakih 0,30 m sladkovodnega tlaka. To razmerje se imenuje Ghyben-Herzbergova enačba. Če se preveč podzemne vode črpa v bližini obale, pa tudi zaradi nihanja morske gladine, lahko slana voda vdre v sladkovodne vodne vire, kar povzroča onesnaženje pitne vode. Veliko obalnih vodonosnikov, kot sta biskajski vodonosnik v bližini Miamija in obalni vodonosnik v New Jerseyju, imajo težave z vdori slane vode, kar je posledica prevelikega črpanja.

## Zasoljevanje
Površinski vodonosniki za namakanje na polsušnih območjih z neizogibnimi izgubami namakalne vode in njenim pronicanjem v podzemlje zaradi dodatnega namakanja iz vodnjakov, ima za posledico tveganje za zasoljevanje. 
Površinske vode za namakanje običajno vsebujejo soli v velikostnem redu 0,5 g/l ali več in zahtevajo letno namakanje velikosti 10.000 m³/ha ali več, tako da je letni vnos soli 5000 kg/ha ali več. 
Zaradi neprekinjenega izhlapevanja se lahko koncentracija soli v vodonosniku stalno povečuje in sčasoma povzroči okoljski problem.
Za nadzor slanosti v takem primeru se letno količina odpadne vode odvaja iz vodonosnika s pomočjo sistema podvodne drenaže in odstrani skozi varni izhod
. Drenažni sistem je lahko horizontalen (se pravi z uporabo cevi, kanalizacije ali jarkov) ali navpičen (odvodnjavanje z vodnjaki). 

## Zunanje
- Falling Water Tables
- Bibliography on Water Resources and International Law Peace Palace Library
- IGRAC International Groundwater Resources Assessment Centre
- SahysMod aquifer model